# Martin Hyský
Martin Hyský (* 25. September 1975 in Prag) ist ein ehemaliger tschechischer Fußballspieler und heutiger -trainer.

## Spielerkarriere
Das Fußballspielen lernte Martin Hyský beim TJ Háje. 1989 wechselte er zu Slavia Prag, spielte ab Sommer 1994 ein Jahr für Slovan Liberec und kehrte anschließend zu Slavia Prag zurück. Von Juli bis November 1996 sammelte er erste Auslandserfahrungen beim schwedischen Club AIK Solna und kehrte erneut zu Slavia Prag zurück. Zum Jahreswechsel 1997/98 folgte ein Wechsel zum 1. FC Brünn und ein Jahr später zum FC Bohemians Prag. Von Anfang 2001 bis Ende 2002 spielte Hyský zwei weitere Jahre bei Slavia Prag. Für Slavia Prag bestritt er insgesamt 87 Liga- und 20 Europacupspiele. 1996 errang er mit dem Team die Tschechischen Landesmeisterschaft und zog bis ins Halbfinale des UEFA-Cups ein. Anfang 2002 suchte er weitere Auslandserfahrung beim russischen Club Dynamo Moskau. 
Im Sommer 2004 wechselte der gelernte Abwehrspieler zu Energie Cottbus in die 2. Bundesliga. In der Saison 2004/05 absolvierte er 28 Ligaspiele für die Lausitzer und schoss dabei ein Tor. 2006 wechselte Hysky zum Aufsteiger Rot-Weiss Essen in die Zweite Bundesliga, zur Saison 2007/08 ging er zu Kickers Offenbach. In der Saison 2008/09 wurde Hyský Kapitän der neuformierten jungen Mannschaft in der 3. Fußball-Liga. Nachdem sein Vertrag zur Saison 2010/11 nicht verlängert worden war, wechselte er zum tschechischen Fußballklub SK Kladno. Er blieb ein halbes Jahr und wechselte im Frühjahr 2011 zu FK Přestanov. Nachdem er in der Rückrunde zu acht Einsätzen für FK Přestanov gekommen war, wechselte er im Sommer 2011 zu FK Kunice. Zwischen 2013 und 2015 ließ er seine Karriere schließlich beim unterklassigen Klub Sokol Kralowice ausklingen.

## Trainerlaufbahn
Nach Ende seiner aktiven Karriere wurde Hyský Trainer und war zwischen 2019 und 2021 in verschiedenen Funktionen im Reserve- und Jugendbereich für Slavia Prag tätig. Im Sommer 2021 übernahm er den Zweitligisten FC Sellier & Bellot Vlašim, bevor er im Sommer 2024 Trainer des Erstligisten MFK Karviná wurde.